# Patent

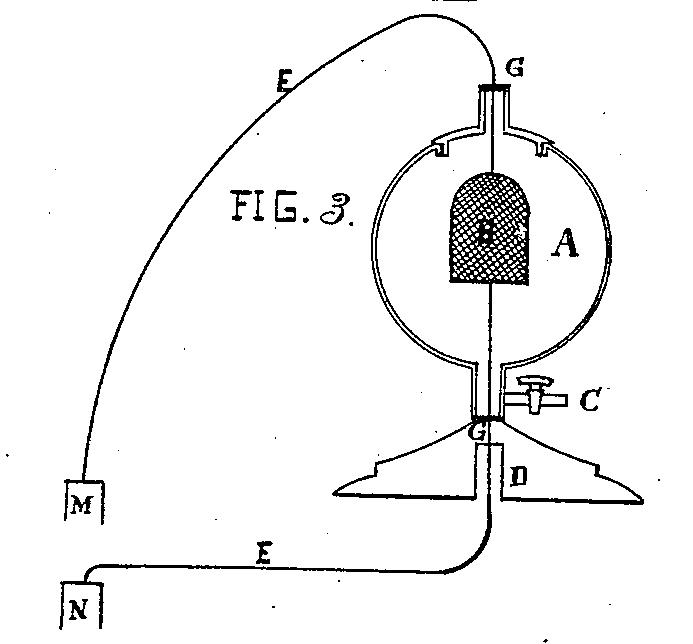
Patent är en handelsvara. Henry Woodward tog 1875 patent på en variant av glödlampa; patentet köptes senare av Thomas Edison.

Patent (av latin: li'tterae pate'ntes, öppna brev) är en tidsbegränsad och lagbunden rätt att hindra andra från att dra kommersiell nytta av en viss uppfinning. Patent är i bland annat europeisk rätt avsedda att skydda uppfinningar som innebär en tidigare okänd lösning av ett tekniskt problem, medan termen "patent" i till exempel USA har en bredare innebörd också kan ges på annat än tekniska uppfinningar, till exempel affärsmetoder. 
För att patent ska beviljas krävs att uppfinningen är ny, har uppfinningshöjd, och att den är industriellt tillämpbar. Att en uppfinning har uppfinningshöjd innebär att den skiljer sig väsentligt från tidigare känd teknik och inte ligga nära till hands för den som är kunnig inom uppfinningens teknikområde.
Patent är en typ av immateriell tillgång. Exempel på andra immateriella tillgångar är upphovsrätt, varumärken och domännamn. I många branscher kombineras ett flertal patent med andra immateriella tillgångar för att skapa ett exklusivitetsskydd för en produkt.[källa behövs]

## Beskrivning
När patent beviljas vilket sker av ett lands patentverk, offentliggörs detaljerat hur uppfinningen fungerar både i text och bild/skisser. Patentets ensamrätt på viss tid är en belöning som uppfinnaren får i utbyte mot att uppfinningen offentliggörs. Offentliggörandet anses hjälpa andra uppfinnare och företag som genom att analysera patentet kan utveckla det vidare för fler användningsområden alternativt köpa en licensrätt för att använda patentet inom det område det har ensamrätt. Detta anses gynna ett lands företagsklimat. Därför är det staten som, genom patentverket, godkänner och utfärdar patent.
I stället för att söka patentskydd, kan en uppfinnare välja att hålla sin uppfinning hemlig, varvid den i någon mån skyddas av lagar om företagshemlighet och mot industrispionage.
Patent är rättigheter och därmed en handels- och bytesvara. Det är inte ovanligt att ett företag utvecklar och patenterar fler uppfinningar än det använder i sina produkter. Överskottet kan licensieras ut till andra tillverkare, användas som hot mot andra tillverkare, eller försvåra för andra att arbeta inom ett område. När två företag äger patent som förhindrar varandras möjligheter att utveckla sina produkter, kan de enas om att korsvis licensiera patenten, med eller utan ekonomisk ersättning. Om flera företag ingår en sådan uppgörelse, talar man om en patentpool. Detta kan ses som ett sätt att begränsa konkurrensen inom ett område till några få aktörer, men det kan också möjliggöra utvecklingen av standarder på området, vilket kan driva på utvecklingstakten och marknadstillväxt.[källa behövs]
Om ingen uppgörelse har kommit till stånd, talar man om ett patentsnår (eller en snårskog av patent; engelska patent thicket). Denna term etablerades i ett amerikanskt rättsfall SCM Corp. v. Xerox Corp på 1970-talet, men patentsnår och -pooler fanns redan vid uppfinningen av symaskinen på 1850-talet. Patentpooler som omfattar de dominerande tillverkarna på ett område är en sorts karteller, som försvårar för nya företag att etablera sig.
När standarder etableras är det inte ovanligt att de omfattas av patent. De patentägande företagen brukar i så fall avkrävas att licensiera dessa patent på lika villkor till alla tillverkare som vill följa standarden. Internetstandarder som fastslås av IETF tillåts däremot inte bygga på patenterad teknik.

## Världspatent
Något så kallat världspatent, som det ibland talas om, finns inte. Som utgångspunkt måste uppfinnaren söka patent – och erlägga fastställda avgifter – inom varje jurisdiktion där han eller hon söker skydd (territorialitet). Sedan 1978 har man dock möjlighet att genom internationellt samarbete söka ett s.k. PCT patent som sedan kan omvandlas till en nationell/regionell patentansökan. Detta kallas ibland världspatent(ansökan) även om samarbetet är begränsat till 153 länder (2021), och endast gäller den inledande delen av själva ansökan. Tex är inte Argentina med, och Taiwan får inte vara med (i den mån Taiwan inte är del av Kina). I Europa kan man även sedan 1977 centralt söka ett EP patent som, om det beviljas, efter eventuell översättning och erläggning av nationella avgifter, gäller för de i EPC samarbetet anslutna 38 länder (2021) som man betalar för. Man är tvungen att betala för patenträttigheten i varje land där man vill ha skyddet. Notera att EPC är ett samarbete utanför EU samarbetet, men där alla EU länder som krav för EU medlemskap ingår. Under "London agreement" har många EPC länder slopat visst översättningskrav och därigenom avsevärt förenklat nationalisering av EP patent. För nationalisering i Sverige av EP patent krväs tex endast att de s.k. "kraven" översätts till svenska. Vissa EU länder har dessutom gått vidare under ett utökat samarbet som, om/när det blir ratifierat, centraliserar den nationella avgiften och ytterligare minskar kraven på översättning, ett s.k. enhetspatent. För Sveriges del behöver inte heller kraven av enhetspatent översättas till svenska. Intrång av enhetspatent och EP patent kan även, när enhetspatentsystemet ratifierats, processas av en mellanstatlig domstol, den s.k. enhetsdomstolen.

## Patent i Sverige
I Sverige utfärdas patent av Patent- och registreringsverket (PRV) i enlighet med patentlagen (SFS 2024:945). Nya patent förtecknas i Patentidningen som utges av PRV. Patentet upphör efter 20 år.
I proposition 2006/07:56 föreslås att Sverige tillträder patenträttsföredraget och att Sverige tillträder den europeiska patenträttskonventionen.
Tidigare var det Kommerskollegium som beviljade patenten och nya patent offentliggjordes i Post- och Inrikes Tidningar. När Teknisk Tidskrift var ny 1871 innehöll varje nummer en kortfattad lista över den senaste månadens nya patent. Svenska patentförordningar utfärdades 1819, 1834, 1856 och 1884.

## Historia
Ordet patent är äldre än det moderna patentväsendet och har i äldre tider använts om "öppna brev" (litteræ patentis), kungörelser och privilegiebrev av olika slag. Det som nu kallas patent kan för tydlighets skull kallas uppfinnarpatent.
De första patentlagarna stiftades i England 1623. Frankrike och Bayern fick sina 1791 och USA 1793. Österrike och Preussen fick sina senare. Den första svenska patentlagen är från 28 april 1819. Tyska riket (bildat 1871) fick en gemensam patentlag 1877. År 1913 gjordes i USA 70 000 patentansökningar.
Den första konventionen för internationellt skydd för den industriella äganderätten (patent, varumärken och mönsterskydd) slöts i Paris den 20 mars 1883. Sverige-Norge anslöt sig den 26 juni 1885. En tilläggskonvention slöts 14 december 1900 i Bryssel. Pantentkongresser hölls även 1891 i Madrid och 1897 i Bryssel.  Fram till 1914 omfattade konventionen Australien, Belgien, Brasilien, Danmark, Dominikanska republiken, Frankrike, Italien, Kuba, Japan, Mexiko, Nederländerna, Norge, Nya Zeeland, Portugal, Schweiz, Serbien, Spanien, Storbritannien, Sverige, Tunisien, Tyskland och USA. Konventionen stadgade att ländernas lagar skulle ge samma skydd åt de andra ländernas medborgare som åt sina egna. En internationell byrå för information och statistik rörande konventionen inrättades i Bern i Schweiz.
I Sverige fanns en föregångare till patentväsendet redan inom ramen för det gamla skråväsendet. Genom en lag den 18 september 1668 inrättades offentliga "hantverkshus" på vissa svenska orter, och den som fått privilegium på en uppfinning hänvisades dit. 1739 års manufaktur- och hantverksprivilegier utlovade belöningar ur manufakturfonden åt lämpliga uppfinningar. Men ingen av dessa lagar gav något modernt patentskydd.
Frågan om uppfinnarpatent väcktes vid 1809 års riksdag och den 28 april 1819 utfärdades en förordning om "privilegia exclusiva för nya i riket förut okända slöjdinrättningar, konster eller väsentliga konstförbättringar". Man kunde få skydd i upp till 15 år, både för egna uppfinningar och för sådana som man var först med att införa från utlandet. Kommerskollegium fick till uppgift att granska patentansökningarna, som publicerades i Post- och Inrikes Tidningar och patent beviljades om ingen hade protesterat inom 90 dagar. Under de 15 år som denna förordning var i kraft beviljades 89 ansökningar, varav 17 aldrig togs ut.
Nästa svenska patentlag kom 13 december 1834 och var den första som använde ordet patent i stället för privilegium. Kommerskollegium skulle nu inte längre granska patenten, utan bara godkänna de ansökningar som kom in och bestämma skyddstidens längd. Detta kallades "anmälningssystemet" och har även använts i Frankrike och Belgien, till skillnad från "prövningssystemet" som numera används överallt och alltid har tillämpats i USA och Japan. Beviljade patent skulle fortfarande offentliggöras i Post- och Inrikes Tidningar och inom en viss tid efter beviljandet kunde de överklagas. För att inte förlora patenträtten, måste uppfinnaren inom två år komma igång med tillverkningen eller användningen av patentet och varje år därefter styrka att det fortfarande var i bruk. Under första året som denna förordning var i kraft, beviljades 45 patent.
Den tredje svenska patentförordningen kom 19 augusti 1856. Den stadgade att läkemedel inte fick patenteras. Det måste vidare vara uppfinnaren själv som ansökte om patentet, det dög inte längre att kopiera utländska uppfinningar. Det gick nu att överklaga patent i allmänna domstolar under hela deras giltighetstid.
En statlig utredning om patentväsendet tillsattes 1877, avgav sitt betänkande 6 november 1878 och en ny patentförordning utfärdades 16 maj 1884. Skyddstiden blev 15 år för alla patent och en årlig avgift skulle erläggas, som höjdes för varje år. Uppfinnaren behövde inte längre styrka att uppfinningen hade kommit till användning. Förordningen innehöll även bestämmelse om tvångslicens efter prövning av regeringen. Patent på livs- och läkemedel fick beviljas, men bara omfatta tillverkningssättet och inte själva varan. Nu inrättades Kongl. Patentbyrån och övertog Kommerskollegiums uppgifter. Patentförordningen av 1884, med vissa tillägg 1902, var fortfarande gällande 1914.
Kongl. Patentbyrån ombildades enligt instruktion av 29 november 1895 till Patent- och registreringsverket, lydande under finansdepartementet. Förnyade instruktioner utfärdades 18 november 1898 och 31 december 1921. Från 1921 löd PRV under Handelsdepartementet.